# Theridion geminipunctum
Theridion geminipunctum är en spindelart som beskrevs av Chamberlin 1924. Theridion geminipunctum ingår i släktet Theridion och familjen klotspindlar. Inga underarter finns listade i Catalogue of Life.